# Titularbistum Marazanae
Marazanae (ital.: Marazane) ist ein Titularbistum der römisch-katholischen Kirche.
Es geht zurück auf ein ehemaliges Bistum in der gleichnamigen antiken Stadt in der römischen Provinz Byzacena bzw. Africa proconsularis in der Sahelregion von Tunesien.
| Titularbischöfe von Marazanae |                                |                                               |                    |                   |
| Nr.                           | Name                           | Amt                                           | von                | bis               |
| 1                             | George Henry Guilfoyle         | Weihbischof in New York (USA)                 | 17. Oktober 1964   | 2. Januar 1968    |
| 2                             | Isidor Markus Emanuel          | emeritierter Bischof von Speyer (Deutschland) | 10. Februar 1968   | 30. November 1970 |
| 3                             | Juan María Uriarte Goiricelaya | Weihbischof in Bilbao (Spanien)               | 17. September 1976 | 17. Oktober 1991  |
| 4                             | Henry Joseph Mansell           | Weihbischof in New York (USA)                 | 24. November 1992  | 18. April 1995    |
| 5                             | David Dias Pimentel            | Weihbischof in Belo Horizonte (Brasilien)     | 11. Dezember 1996  | 7. Februar 2001   |
| 6                             | Plínio José Luz da Silva       | Weihbischof in Fortaleza (Brasilien)          | 13. Januar 2001    | 26. November 2003 |
| 7                             | György Udvardy                 | Weihbischof in Esztergom-Budapest (Ungarn)    | 24. Januar 2004    | 9. April 2011     |
| 8                             | Alberto Rojas                  | Weihbischof in Chicago (USA)                  | 13. Juni 2011      | 2. Dezember 2019  |
| 9                             | Krzysztof Chudzio              | Weihbischof in Przemyśl (Polen)               | 3. April 2020      |                   |